# Édgar Badía
Edgar Badia Guardiola (ur. 12 lutego 1992 w Barcelonie) – hiszpański piłkarz występujący na pozycji bramkarza w Elche CF.